# بيت العنيف (قفل شمر)

تعديل مصدري - تعديل

بيت العنيف هي إحدى قرى عزلة بني جل بمديرية قفل شمر التابعة لمحافظة حجة، بلغ تعداد سكانها 103 نسمة حسب تعداد اليمن لعام 2004.